# Tennistoernooi van Rosmalen 2019
|                                       |  |                                         |
| Alison Riske, winnares bij de vrouwen |  | Adrian Mannarino, winnaar bij de mannen |

Het tennistoernooi van Rosmalen van 2019 werd van maandag 10 tot en met zondag 16 juni 2019 gespeeld op de grasbanen van het Autotron Expodome in de Nederlandse plaats Rosmalen, onderdeel van de gemeente 's-Hertogenbosch. De officiële naam van het toernooi was Libéma Open.
Het toernooi bestond uit twee delen:
- WTA-toernooi van Rosmalen 2019, het toernooi voor de vrouwen
- ATP-toernooi van Rosmalen 2019, het toernooi voor de mannen

## Toernooikalender
| Rosmalen          | juni 2019 | juni 2019 | juni 2019 | juni 2019 | juni 2019     | juni 2019     | juni 2019    | juni 2019    | juni 2019 |
| Rosmalen          | maa 10    | din 11    | woe 12    | don 13    | vrĳ 14        | vrĳ 14        | zat 15       | zon 16       | zon 16    |
| ----------------- | --------- | --------- | --------- | --------- | ------------- | ------------- | ------------ | ------------ | --------- |
| vrouwenenkelspel  | 1e ronde  | 1e ronde  | 2e ronde  | 2e ronde  | 2e ronde      | kwart- finale | halve finale | finale       | finale    |
| vrouwendubbelspel | 1e ronde  | 1e ronde  | 1e ronde  | 2e ronde  | 2e ronde      | halve finale  | halve finale | finale       | finale    |
| mannenenkelspel   | 1e ronde  | 1e ronde  | 2e ronde  | 2e ronde  | kwart- finale | kwart- finale | halve finale | halve finale | finale    |
| mannendubbelspel  | 1e ronde  | 1e ronde  | 1e ronde  | 2e ronde  | halve finale  | halve finale  | finale       |              |           |

ATP-toernooi van Rosmalen – WTA-toernooi van Rosmalen

1996 · 1997 · 1998 · 1999 · 2000 · 2001 · 2002 · 2003 · 2004 · 2005 · 2006 · 2007 · 2008 · 2009 · 2010 · 2011 · 2012 · 2013 · 2014 · 2015 · 2016 · 2017 · 2018 · 2019 · 2020-2021 · 2022 · 2023 · 2024